# پست سری‌لانکا
پست سری‌لانکا (انگلیسی: Sri Lanka Post) شرکت دولتی پست سری‌لانکا است، که در سال ۱۷۹۸ تأسیس شد.